# Wukiro
Wukiro ist ein Verwaltungsbezirk (Ward) des Distrikts Mbinga in der tansanischen Region Ruvuma.

## Geografie
Wukiro liegt im Südwesten von Tansania, etwa 15 Kilometer westlich der Distrikthauptstadt Mbinga und 15 Kilometer entfernt vom Malawisee. Der Bezirk grenzt im Norden an Ngima, im Osten an Myangayanga des Distrikts Mbinga (TC) und im Süden an Litembo. Bei der Volkszählung 2022 lebten 4895 Menschen in 1212 Haushalten auf einer Fläche von 18 Quadratkilometern.

## Gliederung
Der Bezirk besteht aus zwei Gemeinden (Mtaa) mit 19 Orten (Kitongoji):
| Wukiro - Wukiro Juu - Kihongo Lipasa - Lilwambo Juu - Mwenge - Mango - Kihuwi - Lemela - Dodoma - Kasanga - Lilwambo A - Upero - Kitenga - Wukiro Chini - Lilwamba B | Manzeye - Lingindo - Litisha - Matule - Magomba - Muheleketi |

## Infrastruktur
- Bildung: Im Bezirk gibt es eine weiterführende Schule.[8] Die Wukiro Secondary School ist eine staatliche Tagesschule mit einer Ausbildung bis zur 4. Stufe.[9]
- Gesundheit: In den Gemeinden Wukiro und Manzeye liegt je eine staatliche Apotheke.[10][11]